# GG Tau-A
GG Tau-A är en multipelstjärna i flerstjärnesystemet GG Tauri. En av stjärnorna i GG Tay-A, GG Tau Ab, är i sin tur en dubbelstjärna, med komponenterna GG Tau-Ab1 och GG Tau-Ab2. I GG Tau-A finns en ström som flyttar material från systemets yttre delar till dess inre delar.